# Fox Lake (Wisconsin)
Fox Lake – miasto w Stanach Zjednoczonych, w stanie Wisconsin, w hrabstwie Dodge.